# Jacek Katzer
Jacek Katzer (ur. 2 kwietnia 1970 w Koszalinie) – polski inżynier budownictwa i polityk, doktor habilitowany nauk technicznych, nauczyciel akademicki Uniwersytetu Warmińsko-Mazurskiego i Politechniki Koszalińskiej.

## Życiorys
W 1989 ukończył Zespół Szkół Ogólnokształcących nr 2 w Koszalinie im. W. Broniewskiego. W latach 1989–1994 studiował inżynierię budownictwa na Wydziale Budownictwa i Inżynierii Środowiska Wyższej Szkoły Inżynierskiej w Koszalinie (specjalność: konstrukcje budowlane i inżynierskie, praca dyplomowa pt. Dodatek mikrokrzemionki jako czynnik kształtujący wytrzymałość i wodoszczelność betonów). Ukończył także studium pedagogiczne na tej uczelni i uzyskał uprawnienia budowlane w specjalności konstrukcyjno-budowlanej. W 2000 uzyskał na macierzystym wydziale stopień doktora nauk technicznych na podstawie napisanej pod kierunkiem Zdzisława Piątka pracy pt. Piaskobetony specjalne na bazie piasku odpadowego modyfikowane mikrokrzemionką i zbrojeniem rozproszonym. W 2014 habilitował się tamże po obronie rozprawy pt. Kompozyty cementowe na bazie kruszyw lokalnych i odpadowych modyfikowane włóknami. W pracy naukowej specjalizował się w zakresie budownictwa ogólnego i materiałów budowlanych. Od ukończenia studiów związany z Politechniką Koszalińską jako nauczyciel akademicki, zajmował w niej stanowiska kierownika Katedry Budownictwa i Materiałów Budowlanych oraz Laboratorium Techniki Budowlanej. Odbył staże naukowe m.in. na University of Sheffield i w ramach Top500 Innovators UC Berkeley, działał także jako ekspert przy projektach Komisji Europejskiej. W 2019 przeniósł się na Wydział Geoinżynierii Uniwersytetu Warmińsko-Mazurskiego, gdzie objął stanowisko kierownika Centrum Inżynierii Lądowej i profesora uczelni.
Zaangażował się także w działalność Unii Polityki Realnej. Był liderem list okręgowych UPR w wyborach parlamentarnych w 1997 i w wyborach do Europarlamentu w 2004 oraz listy Platformy Janusza Korwin-Mikke w wyborach parlamentarnych w 2005. Jako członek UPR kandydował także m.in. w wyborach parlamentarnych w 2001 z listy Platformy Obywatelskiej.